# Ключи (Сасовский район)
Ключи́ — село в Сасовском районе Рязанской области России. Входит в состав Батьковского сельского поселения.
Находится в 34 км от райцентра Сасово, на ручье Ключ, притоке реки Вялса, который перегорожен проезжей земляной плотиной.
Ближайшие населённые пункты:
- казарма 399 км (разъезд Таировка) в 2 км к северу по грунтовой дороге;
- казарма 404 км в 3,5 км к востоку по грунтовой песчаной дороге;
- посёлок Кустарёвка в 6 км к востоку по грунтовой песчаной дороге;
- деревня Шурмашь в 3 км к юго-западу по грунтовой лесной дороге;
- деревня Ивановка в 3 км к западу по щебёнчатой дороге.

Расстояние до ближайшей железнодорожной платформы Таировка — 2 км по грунтовой дороге.

## Название
Своё название село получило, по мнению некоторых местных жителей, по расположению в окрестностях многочисленных родников. С 1820-х годов — усадьба князей Гагариных, где жил князь Павел Иванович Гагарин, у которого здесь родился внебрачный сын — Николай Фёдоров.

## История
Согласно справочнику «Историко-статистическое описание Тамбовской епархии», 1911 года издания, составленного Андеевским, в с. Ключи насчитывалось «237 дворов, д.м.п.653, ж.п.760, великороссы, земледельцы, имеют земли 2 дес.на душу. Имения: Гагарина, лес и луга и фон-дер-Лауница, лесное.»
Из спецсводки № 6/6 Рязанского окротдела ОГПУ о коллективизации и колхозном строительстве
20 февраля 1930 г. «В с. Ключи, Сасовского р-на, несмотря на постановление общего собрания кр-н о поголовном вступлении в колхоз, из всего состава с/совета вступили в колхоз лишь двое — Председатель и член с/совета бедняк Сергачев. Остальные же не записываются, мотивируя тем, что в колхозе будет голодно, будет непосильная работа, как при барщине.»
Село сильно пострадало от природного пожара в 2010 году, когда сгорело более 20 рядом стоя́щих жилых домов и дач.

## Население
| 1914 | 1981 | 1984 | 1989 | 2002 | 2010 | 2011 |
| ---- | ---- | ---- | ---- | ---- | ---- | ---- |
| 701  | ↘230 | →230 | ↘155 | ↘72  | ↘33  | ↗40  |
| 2012 | 2013 | 2014 |      |      |      |      |
| ↘35  | ↗44  | ↘36  |      |      |      |      |

## Инфраструктура
Имеются руинированная деревянная церковь Покрова Пресвятой Богородицы, постройки 1900 года. При кладбище построена часовня. Новое здание церкви Покрова Пресвятой Богородицы на месте бывшего сельского клуба, разрушенная школа, небольшой искусственный пруд. При въезде в село работает пилорама. Магазин продуктов не функционирует.

## Известные уроженцы
Фёдоров, Николай Фёдорович — (1829 - 1903) — философ-футуролог, один из основоположников русского космизма.